# Gaston de Douville-Maillefeu
Gaston de Douville-Maillefeu , né le 7 août 1835 à Paris et mort le 29 janvier 1895 à Hyères (Var), est un homme politique français.

## Biographie
Entré dans la Marine nationale en 1851, il la quitte en 1860 avec le grade d'enseigne de vaisseau. Conseiller général en 1871, il est député de la Somme de 1876 à 1877, battu, il profite de l'annulation de la victoire de son adversaire pour reprendre son siège de 1878 à 1885. À nouveau battu en 1885, il se présente aux élections complémentaires dans la Seine en décembre 1885, il est élu. Il reprend son siège de député de la Somme de 1889 à 1895, siégeant dans les rangs républicains. Il est l'un des 363 qui refusent la confiance au gouvernement d'Albert de Broglie, le 16 mai 1877.

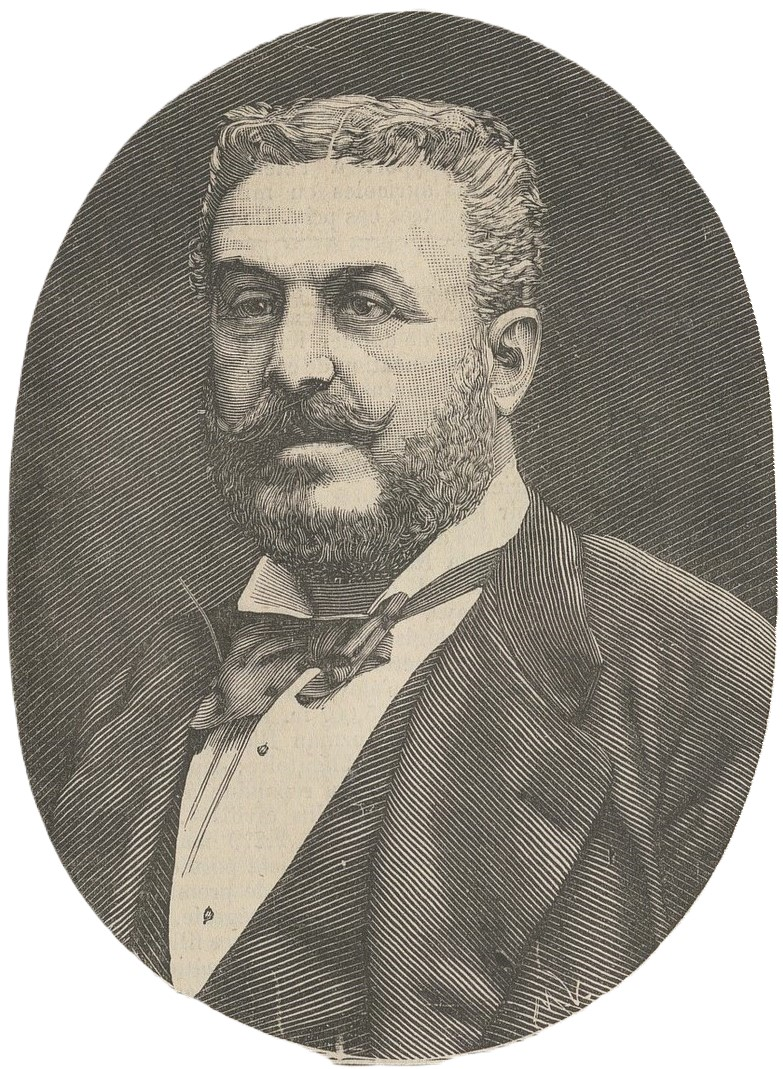
Gaston de Douville-Maillefeu en 1889.

En 1889, il est considéré comme à « moitié fou » par les républicains. Pourtant le 14 févier, c'est sa motion d'ajournement indéfinie sur la révision qui est adoptée après un discours incohérent et renverse le gouvernement Charles Floquet.